# Fatih Akyel

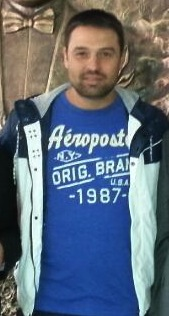

Fatih Akyel (Istanboel (Turkije), 26 december 1977) is een voormalig Turkse voetballer die zijn hoogtijdagen beleefde bij Galatasaray SK.

## Clubcarrière
Akyel won in 2000 de UEFA Cup met Galatasaray SK. In de wedstrijd voor de UEFA Super Cup (die werd gewonnen van Real Madrid) gaf hij de assist aan Mário Jardel. Naast Galatasaray heeft Fatih Akyel gespeeld voor Bakırköyspor (op huurbasis), Real Mallorca, Fenerbahçe SK, Vfl Bochum, PAOK Thessaloniki, Trabzonspor en voor Gençlerbirliği. Hij verliet Gençlerbirliği nadat hij uit de selectie was gezet door onenigheid met de voorzitter Ilhan Cavcav.

## Interlandcarrière
Akyel is 64-voudig international. In de 64 wedstrijden wist hij niet te scoren. Akyel werd bij het Wereldkampioenschap voetbal 2002 derde met het Turks voetbalelftal. Daarnaast werd hij ook derde bij de Confederations Cup van 2003. Hij maakte zijn debuut op 20 augustus 1997 in de doelpuntrijke WK-kwalificatiewedstrijd tegen Wales (6-4), toen hij na 63 minuten inviel voor Ogün Temizkanoğlu.

## Statistieken
In de tabel zijn alleen wedstrijden en doelpunten in competitieverband opgenomen. Wedstrijden (en doelpunten) voor nationale bekers en Europese wedstrijden zijn niet inbegrepen.
| Seizoen                      | Land                         | Club                         | Competitie       | Duels | Goals |
| ---------------------------- | ---------------------------- | ---------------------------- | ---------------- | ----- | ----- |
| 1996/97                      | Turkije                      | Bakırköyspor                 | TFF 1. Lig       | 29    | 0     |
| 1997/98                      | Turkije                      | Galatasaray SK               | Süper Lig        | 31    | 5     |
| 1998/99                      | Turkije                      | Galatasaray SK               | Süper Lig        | 30    | 3     |
| 1999/00                      | Turkije                      | Galatasaray SK               | Süper Lig        | 17    | 0     |
| 2000/01                      | Turkije                      | Galatasaray SK               | Süper Lig        | 27    | 0     |
| 2001/02                      | Spanje                       | Real Mallorca                | Primera División | 4     | 0     |
| 2001/02                      | Turkije                      | Fenerbahçe                   | Süper Lig        | 15    | 0     |
| 2002/03                      | Turkije                      | Fenerbahçe                   | Süper Lig        | 27    | 0     |
| 2003/04                      | Turkije                      | Fenerbahçe                   | Süper Lig        | 28    | 0     |
| 2004/05                      | Turkije                      | Fenerbahçe                   | Süper Lig        | 6     | 0     |
| 2004/05                      | Duitsland                    | Vfl Bochum                   | Bundesliga       | 2     | 0     |
| 2005/06                      | Griekenland                  | PAOK Thessaloniki            | Alpha Ethniki    | 6     | 0     |
| 2005/06                      | Turkije                      | Trabzonspor                  | Süper Lig        | 18    | 0     |
| 2006/07                      | Turkije                      | Trabzonspor                  | Süper Lig        | 15    | 0     |
| 2006/07                      | Turkije                      | Gençlerbirliği               | Süper Lig        | 3     | 0     |
| 2007/08                      | Turkije                      | Kasımpaşa SK                 | Süper Lig        | 29    | 0     |
| Bijgewerkt tot 19 april 2008 | Bijgewerkt tot 19 april 2008 | Bijgewerkt tot 19 april 2008 | Totaal           | 283   | 8     |